# Spintherus dubius
Spintherus dubius är en stekelart som först beskrevs av Christian Gottfried Daniel Nees von Esenbeck 1834.  Spintherus dubius ingår i släktet Spintherus och familjen puppglanssteklar. Inga underarter finns listade i Catalogue of Life.